# Club Deportivo Universidad de San Martín de Porres
Der Club Deportivo Universidad de San Martín de Porres, kurz Universidad San Martín, ist ein peruanischer Fußballverein aus der Hauptstadt Lima. Aktuell spielt der Klub in der zweithöchsten peruanischen Klasse, der Liga 2.

## Allgemeines
Das Heimtrikot von Universidad ist überwiegend weiß. Auch Hose und Stutzen sind in weiß gehalten. Das Auswärtstrikot sowie Hose und Stutzen sind dunkelblau.

## Geschichte
Der Verein wurde 2004 gegründet. In der Apertura, der Hinspielsaison, im ersten Jahr nach dessen Gründung, stand der Verein mit nur zehn Punkten auf den letzten Platz. Umso beeindruckender war die Clausura, als man es schaffte 47 Punkte zu erspielen und zweiter wurde. Nach der Gesamtberechnung erreichte der Klub im ersten Jahr den zwölften Platz und sicherte sich somit den Klassenerhalt. Im Jahr darauf tat sich Universidad nicht mehr so schwer, schaffte es auf den vierten Platz und qualifizierte sich erstmals für die Copa Sudamericana. Dort traf man im ersten Spiel auf Coronel Bolognesi und verlor 0:1. Im Rückspiel setzte sich die Mannschaft durch Tore von Fernando del Solar und Oscar Villareal mit 3:2 durch, schied aber auf Grund der Auswärtstorregel aus. Richtig Aufmerksamkeit erlangte der Verein dann schließlich 2007, als die Apertura gewonnen wurde. Damit qualifizierte sich die Mannschaft erstmals für die Copa Libertadores. Obwohl man in der Rückrunde auf einen nur enttäuschenden siebten Rang kam, wurde mit insgesamt 71 Punkten erstmals die Gesamtmeisterschaft gewonnen. Entscheidend war dabei das bessere Torverhältnis gegenüber Verfolger Club Sportivo Cienciano. Garanten für diesen Erfolg waren Pedro Alejandro García mit 15 Treffern sowie Hernán Rengifo und Mario Leguizamón mit je 14 Torerfolgen. In der Copa Libertadores 2008/Gruppe fünf blieben im Jahr darauf die Erfolge aus und man schied mit nur zwei Siegen als Tabellenletzter aus. Größter Triumph war ein 2:0-Heimerfolg gegen den argentinischen Klub River Plate. Mit sechs Punkten Vorsprung gewann Universidad 2008 erneut die nationale Meisterschaft und qualifizierte sich für die Copa Libertadores 2009. Nachdem man es 2008 verpasste, überstand man dieses Mal die Gruppenphase und verwies River Plate und die paraguayische Mannschaft Club Nacional auf die Plätze drei und vier der Gruppe 3. Als schlechtester Zweitplatzierter und einziger Klub aus der Vorrunde mit einem Minus-Torverhältnis zog die Mannschaft in die Runde der letzten 16 ein. Dort war dann aber nach 1:3 und 0:2 gegen das brasilianische Team von Grêmio Porto Alegre Ende.

### Wissenswertes
- Das erste Spiel der Vereinsgeschichte in der Copa Libertadores war am 13. Februar 2008 gegen den argentinischen Vertreter River Plate. Man verlor 0:5.
- Das erste Tor der Vereinsgeschichte in der Copa Libertadores erzielte der Uruguayer Mario Leguizamón beim 1:0-Erfolg gegen den mexikanischen Klub Club América am 26. März 2008. Es war zudem der erste Punktgewinn im Wettbewerb für Universidad.

## Stadion
Der Verein trägt seine Heimspiele im Estadio Nacional in Lima aus. Die Mehrzwecksportstätte hat eine Kapazität von 45.574 Zuschauern. Das Stadion blickt auf eine lange Geschichte zurück. Große Ereignisse waren Austragungen der Copa América sowie der U-17-Fußball-Weltmeisterschaft 2005. Hinter dem Estadio Monumental "U" und dem Estadio Universidad San Marcos ist das Estadio Nacional das drittgrößte Stadion Perus.
Aktuell wird das Stadion zum wiederholten mal ausgebaut und erneuert. Die renovierte Sportanlage soll 2015 eröffnet werden.

## Erfolge
- Primera División Peruana (3): 2007, 2008, 2010
  - Apertura (1): 2007
  - Clausura (1): 2008

## Ehemalige Spieler
(Auswahl)
- Leao Butrón (Aktueller Peruanischer Nationalspieler)
- Jorge Huamán (Ehemaliger Peruanischer Nationalspieler)
- Martín Arzuaga (Ehemaliger Kolumbianischer Nationalspieler)
- Hernán Rengifo (Ehemaliger Peruanischer Nationalspieler)
- Wilder Cartagena (Aktueller Peruanischer Nationalspieler)

## Trainerhistorie
Innerhalb des ersten Jahres nach Gründung trainierten fünf unterschiedliche Fußballlehrer den Club. Mit fast zwei Jahren (1 Jahr und neun Monate) hält der Peruaner Víctor Rivera den vereinsinternen Rekord für die längste Dienstzeit als Trainer.
- 2/2004 bis 4/2004: Juan Carlos Oblitas
- 5/2004: Jorge Machuca
- 6/2004: Fernando Cuellar
- 7/2004 bis 8/2004: Cesar Chávez-Riva
- 9/2004 bis 5/2005: Oscar Malbernat
- 5/2005: Mario Flores
- 5/2005 bis 7/2005: Víctor Rivera
- 8/2005 bis 4/2006: Rafael Castillo
- 4/2006: Víctor Rivera
- 4/2006 bis 11/2006: Juan Antonio Pizzi
- 12/2006 bis 8/2009: Víctor Rivera
- 9/2009 bis ?: Gustavo Matosas
- Februar 2010 bis Dezember 2011: Aníbal Ruiz
- Januar 2013 bis April 2013: Aníbal Ruiz[1]
- Januar 2015 bis Dezember 2015: Cristian Díaz[2]